# Lav I.
Lav I. ili Lav Veliki, papa od 29. rujna 440. do 10. studenog 461.

## Životopis

### Prije izbora za papu
Prema zbirci Liber pontificalis, rođen je u Toskani oko 400. godine. Kao đakon već je 431. godine zauzimao prilično važnu ulogu, jer se Ćiril Aleksandrijski njemu obratio za pomoć kako bi posredovao u pitanju patrijarhalne jurisdikcije nad Palestinom. Otprilike u isto vrijeme, Ivan Kasijan posvetio mu je svoje djelo protiv Nestorija, napisano na Lavov zahtjev. A koliki je ugled imao, najbolje pokazuje činjenica da ga je car izabrao kako bi bio posrednikom u sukobu između Ecija i Albina, dvojice najviših carskih službenika u Galiji. Za njegova odsustva, umro je papa Siksto III. (11. kolovoza 440.), a Lav je jednoglasno izabran za njegova nasljednika. Pontifikat mu je započeo 29. rujna.

### Pontifikat
Jedno od obilježja Lavova pontifikata bila je borba protiv raznih krivovjerja. Najprije je otkrio da su u akvilejskoj dijecezi pelagijanci prihvaćani u crkveno zajedništvo, bez formalnog odricanja od svojih zastranjivanja. Pismom je upozorio na tu nepravilnost i tražio sazivanje posebnog sinoda.
Pred Vandalima, manihejci su 439. stigli do Rima, te ondje potajno djelovali. Lav je o tome obaviješten oko 443., te otvara javnu raspravu s njihovim predstavnicima, spalivši na koncu njihove knjige. Njegovim nastojanjem 19. lipnja 445. car Valentinijan III. proglašava edikt protiv manihejaca. Jednakom je odlučnošću djelovao i protiv priscilijanaca koji su se proširili Španjolskom. 21. lipnja 447. piše opširnu raspravu protiv ove sljedbe, detaljno istražujući njezin nauk i tražeći sazivanje općeg španjolskog sabora, koji je imao istražiti ima li sljedbenika toga nauka među biskupima. Ipak, taj se sabor nije održao zbog političkih neprilika u Španjolskoj.

### Jačanje papinskog utjecaja
445. Lav I. ukazuje nasljedniku Ćirila Aleksandrijskog na mjestu aleksandrijskog patrijarha, Dioskuru, da crkvena praksa tog patrijarhata mora slijediti rimsku praksu. Posebnom je ustrajnošću pazio na crkvenu disciplinu u Italiji, te na Siciliji i u Sjevernoj Africi.
U Iliriku su već prethodni pape nastojali potvrditi svoju jurisdikciju. Papa Inocent I. postavio je metropolita u Solunu kao svoga vikara, ne bi li se tako odupro jačanju utjecaja carigradskog patrijarha. Ipak su biskupi toga područja sve više naginjali prema Carigradu. Stoga papa Lav I., u pismu iz 444., objašnjava ilirskim biskupima načelo prema kojem je sveti Petar primio prvenstvo i nadgledništvo nad čitavom Crkvom, kao nagradu za svoju vjeru, pa da stoga sva važna pitanja moraju biti rješavana u Rimu. Tako je 446. u dva navrata Lav i djelovao. Ipak, nakon njegove smrti, ponovno će ojačati carigradski utjecaj.
Uz velika je suprotstavljanja Lav I. osnažio utjecaj pape u Galiji. Uspio je od Valentinijana III. ishoditi dekret od 6. lipnja 445., kojim se priznaje prvenstvo rimskoga biskupa, to jest pape, utemeljeno na zaslugama svetog Petra i dostojanstvu Rima, određujući da svako suprotstavljanje njegovim odredbama, koje imaju snagu zakona, ima biti tretirano kao veleizdaja.

### Lavova uloga na Istoku
Na istoku su se velikom silinom rasplamsale rasprave oko monofizitstva. Na crkvenom sabor koji se 8. kolovoza 449. sastao u Efezu, Lavovi su izaslanici predali njegovo pismo, koje će postati poznato kao »Tomos.« U njemu on izriče zapadnu kristologiju, sličnu onoj što ju je naučavao i sveti Augustin, biskup Hipona u Sjevernoj Africi. Papini izaslanici ipak nisu uspjeli postići ni da se papino pismo saboru pročita. Druga sjednica sabora nastavljena je bez njih, a na njoj je svrgnut i niz drugih biskupa. Ove su odluke zaprijetile raskolom između Istoka i Zapada, jer su išle otvoreno protiv papine odluke, iako njegovo pismo nije ni pročitano. Papa Lav I. stoga je ovaj sabor nazvao »razbojničkim«, te odbio prihvatiti njegove odluke.
Stanje se pogoršavalo papinim inzistiranjem oko sazivanja novog sabora i carevim odbijanjem da ga sazove, sve dok car Teodozije II. nije umro, a na prijestolje uzašao Marcijan, koji je branio Lavovo stajalište. Premda je Lav inzistirao da se sabor sazove u Italiji, on je ipak sazvan prvotno u Niceji, a potom u Kalcedonu. Na tom, Kalcedonskom saboru Lavov je »Tomos« pročitan i prihvaćen kao sastavni dio Kalcedonskog vjerovanja.

### Lav i Huni
Padom Zapadnog Carstva, Lavova je uloga postala još važnija. Atila je 452. provalio u Italiju i zaprijetio Rimu. Lav mu je tada, s dvojicom visokih državnih službenika, pošao ususret, te ga uspijeva uvjeriti da se povuče. Slično mu ipak nije pošlo za rukom 455. kad je Genezerik opustošio Rim.

## Značenje pape Lava Velikog
Značenje pontifikata Lava I. stoji u prvom redu u njegovim postavkama o univerzalnom značenju rimskoga pape, što je vidljivo iz njegovih pisama i, još više, iz njegovih devedeset i šest molitava. Prema njemu, Crkva je sagrađena na Petru, u skladu s obećanjem što ga je Isus dao tom apostolu (usp. Evanđelje po Mateju 16,16-19). Petar sudjeluje na »svemu onom što je Krist«, a što ostali apostoli imaju zajedničkoga s Petrom, to imaju posredstvom Petra. Gospodin, kaže Lav, moli samo za Petra da on učvrsti ostale apostole. Što vrijedi za Petra, vrijedi i za njegove nasljednike. Svaki drugi biskup zadužen je za skrb o vlastitom stadu, a rimski biskup, papa, za skrb o cijeloj Crkvi. Ostali mu biskupi u tome mogu samo pomoći. Po Petru, Rim je postao svjetska prijestolnica.
Prema shvaćanju pape Lava, dekreti Kalcedonskog sabora postali su valjani tek po njegovom potpisu. Zbog svega toga, neki nazivaju Lava I. prvim pravim papom. Do 1971. Katolička Crkva slavila je spomen sv. Lava I. Velikog 11. travnja, a otada ga slavi 10. studenog. U Pravoslavnoj Crkvi spominju ga se 18. veljače.

## Vanjske poveznice
- sveci.net  Arhivirana inačica izvorne stranice od 14. srpnja 2015. (Wayback Machine) - Lav I. Veliki
- Leon I. Veliki, sv., Hrvatska opća enciklopedija